# أوبل كاديت
أوبل كاديت (بالإنجليزية: Kadett)‏ هي سيارة عائلية صغيرة تم إنتاجها من قبل شركة السيارات الألمانية أوبل بين اعوام 1937 إلى 1940 ومن اعوام 1962 إلى 1992.
شركة دلتا للسيارات في جنوب أفريقيا استعملت نماذج أوبل كاديت حتى عام 1999.

## الجيل الأول من 1937 إلى 1940

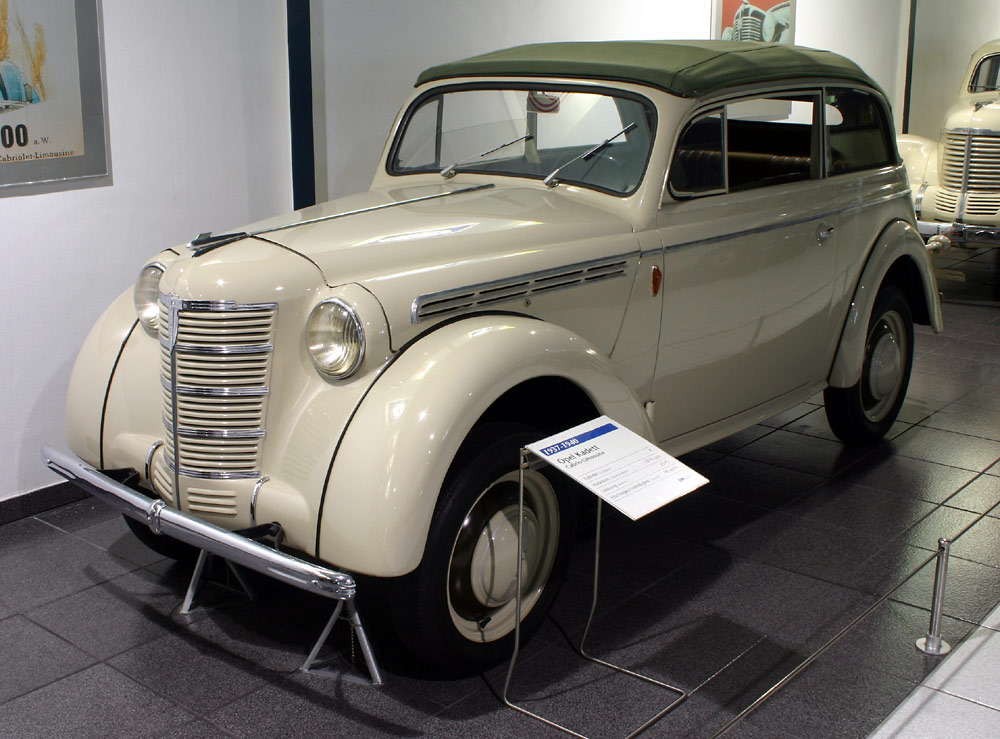

في عام 1929 شركة أوبل تم شرائها من قبل جنرال موتورز للاستفادة منها في في الأسواق الأوروبية.
وفي عام 1937 تم اضافت أوبل كاديت الأولى الي اصناف السيارات التي تصنعها شركة أوبل ولكن إنتاج كاديت من قبل أوبل توقف بسبب الحرب العالمية الثانية.
بعد الحرب العالمية الثانية تم نقل مصانع إنتاج صنف كاديت إلى روسيا.

## كاديت A
أوبل كاديت تم صنع 649,512 سيارة ما بين أكتوبر 1962 حتى يوليو 1965 وقد حملت كاديت A محركات جديدة كليا حيث توفرت بمحركين بقوة 40 hp (30 kW) and as 1.0 S with 48 hp (36 kW).
مقدم التلفزيون البريطاني المشهور ريتشارد هاموند دفع مبلغ 1200 جنيه استرليني في بوتسوانا لاعادة تصنيع كاديت موديل 1963 لكي يستعملها في 2007 مع ذلك تعرض الي تسرب وقود في السيارة وكانت إحدى المكابح معطلة عن العمل ويملك ريتشارد هاموند عاطفة كبيرة نحو كاديت وقال بأنها «كانت السيارة الأكثر سعادة في العالم في يومها».

## كاديت B
Opel Kadett B تم بيعها من 1966 إلى 1973 وقد تم صناعة سيارات ذات بابين وأربعة أبواب وفي عام 1967 تم صناعة منها سيارة ذات ثلاثة أبواب، وهذا النموذج صنع منه نماذج لسباقات Rally وكانت محركاتها ذات 1.9 لتر وايضف لحقاً نموذج كاديت GP وهي سيارة من مقعدين فقط.
في الولايات المتحدة الأمريكية بيع كاديت B تحت شعار شركة Buick الأمريكية من عام 1967 حتى 1972.

## كاديت C
تم إنتاج هذا النموذج عام 1973 وتم بيع هذا النموذج في اليابان تحت طراز ايسوزو وتم بيع هذا النموذج في أستراليا تحت شعار هولدن وفي كوريا الجنوبية تم بيعها تحت علامة دايوو وفي أمريكا بيعت تحت علامة شيفروليه وفي بريطانيا بيعت تحت علامة فوكسهول

## معرض صور

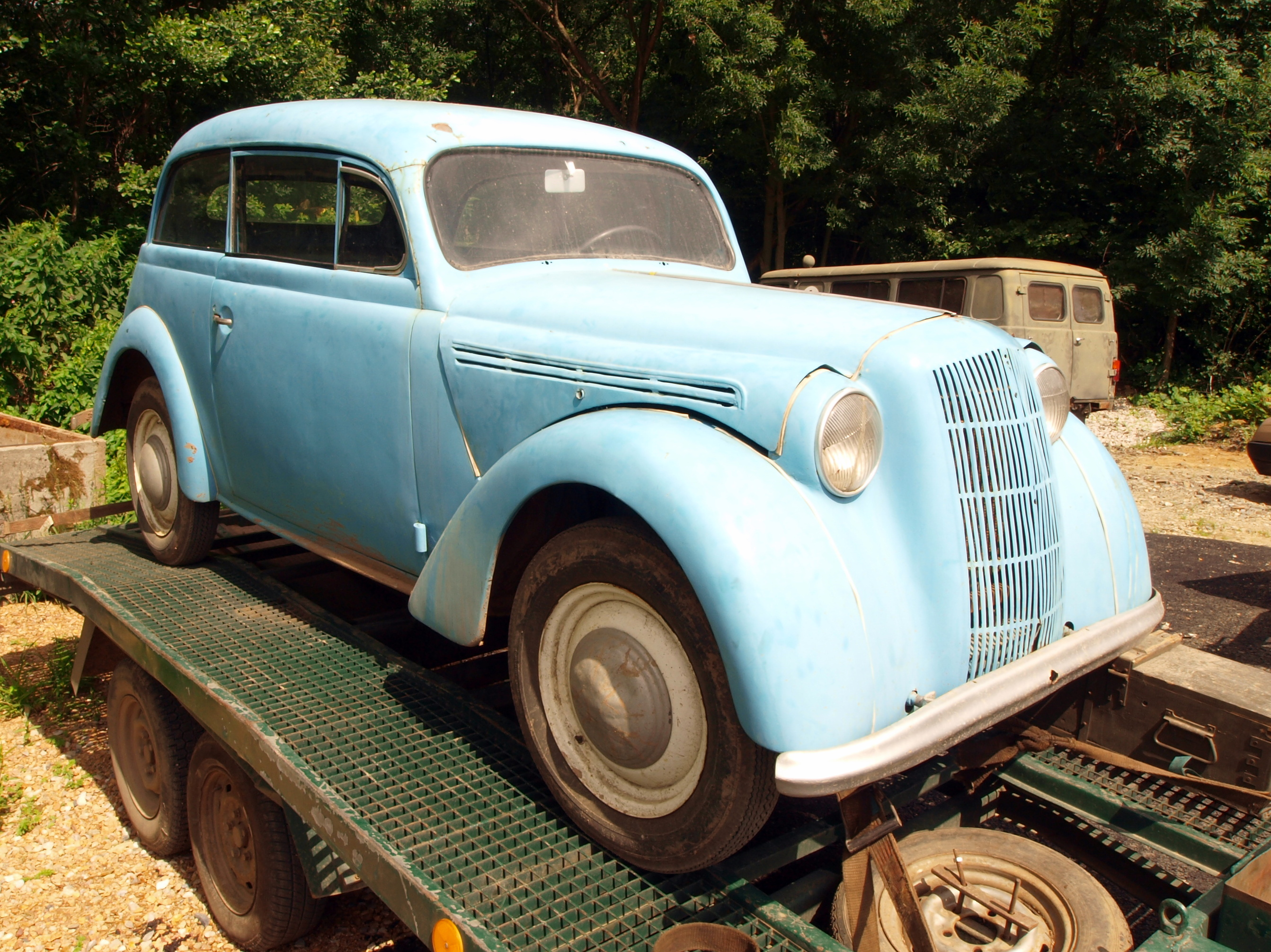
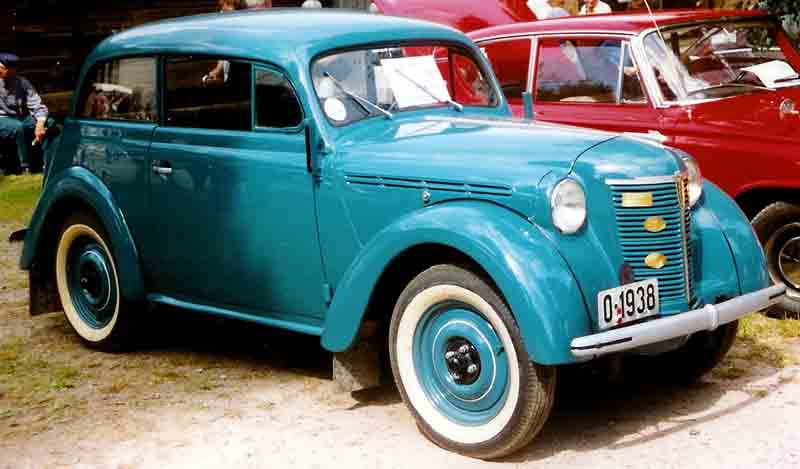
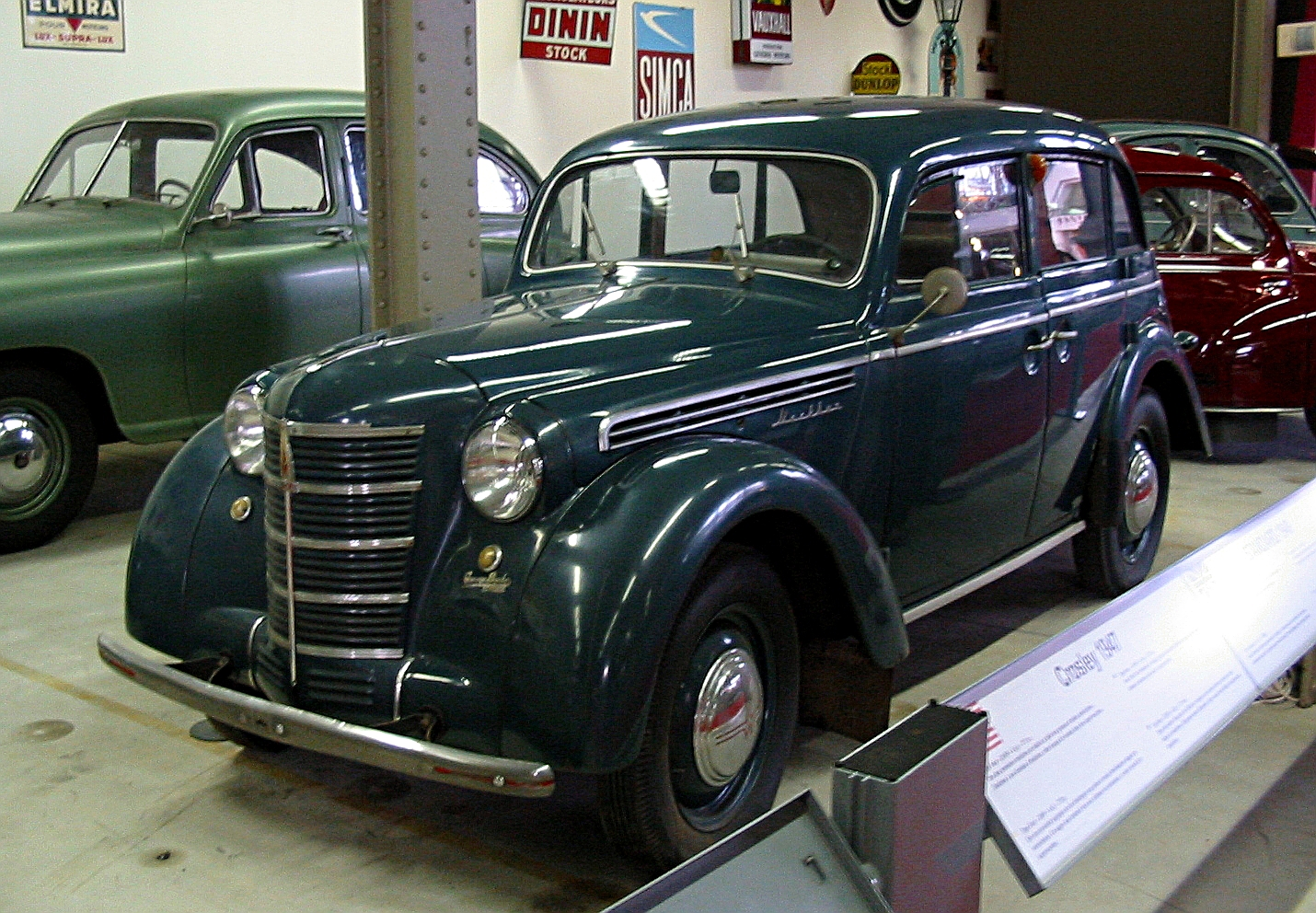